# Émile Idée
Émile Idée   (Nouvion-le-Comte, 19 de juliol de 1920 - Brunoy, 30 de desembre de 2024) fou un ciclista francès que fou professional entre 1941 i 1952. Era anomenat Le Roi de Chevreuse. Durant la Segona Guerra Mundial va obtenir nombroses victòries, cosa que el va situar entre els millors ciclistes francesos. De les moltes victòries que aconseguí destaquen dos campionats de França en ruta, el 1942 i 1947, una etapa al Tour de França de 1949 i cinc edicions del Critèrium Nacional.
Bon escalador en ascensions curtes, el periodista Pierre Chany el va comparar amb Octave Lapize i Henri Pélissier. La seva corpulència li va impedir brillar a les grans muntanyes. Marcat per la mort del seu cunyat, Camille Danguillaume, arran d'una caiguda durant una cursa, va retirar-se del ciclisme dos anys més tard, el 1952.
En el moment de la seva mort, el 30 de desembre de 2024, era el campió de França i guanyador d'etapa del Tour de més edat.

## Palmarès
- 1940
  - 1r del Critèrium Nacional
  - 1r de l'Omnium dels Routiers al Parc dels Prínceps
- 1941
  - 1r d'una cursa americana a París
- 1942
  -  Campió de França en ruta
  - 12 victòries al Velòdrom d'Hivern
  - 1r del Critèrium Nacional
  - 1r de la París-Reims
  - 1r del Gran Premi de Provença
  - 1r al Gran Premi de les Nacions (zona ocupada)
- 1943
  - 1r del Critèrium Nacional (zona ocupada)
  - 1r del Gran Premi de Provença
- 1944
  - 1r del Circuit de París
  - 1r del Gran Premi Sena i Marne
- 1947
  -  Campió de França en ruta
  - 1r del Critèrium Nacional
  - 1r de la Ronda de Carnaval a Aix
  - 1r del Critèrium d'Oostende
- 1948
  - 1r del Trofeu del Journal d'Alger
- 1949
  - 1r del Critèrium Nacional
  - Vencedor d'una etapa al Tour de França
- 1951
  - Vencedor d'una etapa al Circuit dels Vosges
  - Vencedor d'una etapa al Circuit dels Vins de la Gironda
  - Vencedor d'una etapa a la París-Niça

### Resultats al Tour de França
- 1947. Abandona (15a etapa)
- 1948. Abandona (7a etapa)
- 1949. Abandona (16a etapa). Vencedor d'una etapa

### Resultats al Giro d'Itàlia
- 1948. Abandona